# National Basketball Association 1962-1963
La stagione della National Basketball Association 1962-1963 fu la 17ª edizione del campionato NBA. La stagione si concluse con la vittoria dei Boston Celtics, che sconfissero i Los Angeles Lakers per 4-2 nelle finali NBA.

## Squadre partecipanti
- Boston Celtics
- Chicago Zephyrs
- Cincinnati Royals
- Detroit Pistons
- L.A. Lakers

- N.Y. Knicks
- S.F. Warriors
- St. Louis Hawks
- Syracuse Nationals

## Classifica finale

### Eastern Division
| Squadra            | V  | P  | %    | GB |
| ------------------ | -- | -- | ---- | -- |
| Boston Celtics C   | 58 | 22 | 72,5 | -  |
| Syracuse Nationals | 48 | 32 | 60,0 | 10 |
| Cincinnati Royals  | 42 | 38 | 52,5 | 16 |
| New York Knicks    | 21 | 59 | 26,3 | 37 |

### Western Division
| Squadra                | V  | P  | %    | GB |
| ---------------------- | -- | -- | ---- | -- |
| Los Angeles Lakers     | 53 | 27 | 66,3 | -  |
| St. Louis Hawks        | 48 | 32 | 60,0 | 5  |
| Detroit Pistons        | 34 | 46 | 42,5 | 19 |
| San Francisco Warriors | 31 | 49 | 38,8 | 22 |
| Chicago Zephyrs        | 25 | 55 | 31,3 | 28 |

## Vincitore
| Campione NBA 1962-1963     |
| -------------------------- |
| Boston Celtics (6º titolo) |

## Statistiche
| Categoria | Giocatore        | Squadra                | Stat  |
| --------- | ---------------- | ---------------------- | ----- |
| Punti     | Wilt Chamberlain | San Francisco Warriors | 3.586 |
| Rimbalzi  | Wilt Chamberlain | San Francisco Warriors | 1.946 |
| Assist    | Guy Rodgers      | San Francisco Warriors | 825   |
| FG%       | Wilt Chamberlain | San Francisco Warriors | 52,8  |
| FT%       | Larry Costello   | Syracuse Nationals     | 88,1  |

## Premi NBA
- NBA Most Valuable Player Award: Bill Russell, Boston Celtics
- NBA Rookie of the Year Award: Terry Dischinger, Chicago Zephyrs
- All-NBA First Team:
  - Elgin Baylor, Los Angeles Lakers
  - Bob Pettit, St. Louis Hawks
  - Bill Russell, Boston Celtics
  - Oscar Robertson, Cincinnati Royals
  - Jerry West, Los Angeles Lakers
- All-NBA Second Team:
  - Tom Heinsohn, Boston Celtics
  - Bailey Howell, Detroit Pistons
  - Wilt Chamberlain, San Francisco Warriors
  - Bob Cousy, Boston Celtics
  - Hal Greer, Syracuse Nationals
- All-Rookie Team:
  - Terry Dischinger, Chicago Zephyrs
  - Chet Walker, Syracuse Nationals
  - Zelmo Beaty, St. Louis Hawks
  - John Havlicek, Boston Celtics
  - Dave DeBusschere, Detroit Pistons